# Matteo Rivolta
Matteo Rivolta (né le 16 novembre 1991 à Milan) est un nageur italien, spécialiste du papillon.

## Biographie
Résidant à Arconate, il mesure 1,93 m pour 83 kg. Son club est le Team Insubria et son entraîneur est Gianni Leoni. 
En réalisant un temps de 52 s 40 (son record personnel) à Debrecen, Matteo Rivolta obtient la médaille de bronze des Championnats d'Europe de natation 2012, il remporte le lendemain la médaille d'or et le record national du relais 4 × 100 m quatre nages, avec 51 s 24, son meilleur temps.